# Calamaria alidae
Calamaria alidae är en ormart som beskrevs av Boulenger 1920. Calamaria alidae ingår i släktet Calamaria och familjen snokar. IUCN kategoriserar arten globalt som otillräckligt studerad. Inga underarter finns listade.
Arten förekommer på västra Sumatra. Honor lägger ägg.